# Dacryopinax aurantiaca
Dacryopinax aurantiaca är en svampart som först beskrevs av Elias Fries, och fick sitt nu gällande namn av Robert Francis Ross McNabb 1965. Dacryopinax aurantiaca ingår i släktet Dacryopinax och familjen Dacrymycetaceae.   Inga underarter finns listade i Catalogue of Life.